# Teucholabis subgalatea
Teucholabis subgalatea är en tvåvingeart som beskrevs av Alexander 1959. Teucholabis subgalatea ingår i släktet Teucholabis och familjen småharkrankar. Inga underarter finns listade i Catalogue of Life.